# Crease Island
Crease Island är en ö i Kanada.   Den ligger i Regional District of Mount Waddington och provinsen British Columbia, i den sydvästra delen av landet, 3 800 km väster om huvudstaden Ottawa. Arean är 4,8 kvadratkilometer.
Terrängen på Crease Island är platt. Öns högsta punkt är 128 meter över havet. Den sträcker sig 2,5 kilometer i nord-sydlig riktning, och 3,5 kilometer i öst-västlig riktning.
Trakten runt Crease Island är nära nog obefolkad, med mindre än två invånare per kvadratkilometer.